# فنسنت إل. برودريك
فنسنت إل. برودريك (بالإنجليزية: Vincent L. Broderick)‏ هو قاضي ومحامي أمريكي، ولد في 26 أبريل 1920 في نيويورك في الولايات المتحدة، وتوفي في 3 مارس 1995 في نيدهام في الولايات المتحدة.